# Carroll Ballard
Carroll Ballard (nacido el 14 de octubre de 1937) es un director de cine estadounidense.

## Filmografía

### Películas
| 1979 | The Black Stallion             | El corcel negro      | El corcel negro      |
| 1983 | Never Cry Wolf                 | Los lobos no lloran  | Los lobos no lloran  |
| 1986 | Nutcracker: The Motion Picture | El Cascanueces       | El Cascanueces       |
| 1992 | Wind                           | La fuerza del viento | La fuerza del viento |
| 1996 | Fly Away Home                  | Volando Libre        | Volando a casa       |
| 2005 | Duma                           | Duma                 | Duma                 |

### Cortometrajes
- Crystallization (1974)
- The Hello Machine (1974)
- The Perils of Priscilla (1969)
- Pigs! (965)

### Documentales
- Seems Like Only Yesterday (1971)
- Rodeo (1969)

## Premios y nominaciones
Premios Óscar
| Año  | Categoría              | Película | Resultado |
| ---- | ---------------------- | -------- | --------- |
| 1968 | Mejor documental largo | Harvest  | Nominado  |